# Dipartimento di Rosario de Lerma
Rosario de Lerma è un dipartimento argentino, situato nella parte centro-settentrionale della provincia di Salta, con capoluogo Rosario de Lerma.

## Geografia
Esso confina a nord con la provincia di Jujuy, a est con i dipartimenti di La Caldera, Capital e Cerrillos; a sud con il dipartimento di Chicoana, e ad ovest con quelli di Cachi e La Poma.
Secondo il censimento del 2010, su un territorio di 5.110 km², la popolazione ammontava a 38.702 abitanti, con un aumento demografico del 14,7% rispetto al censimento del 2001.
Il dipartimento, nel 2001, è suddiviso in 2 comuni (municipios):
- Campo Quijano
- Rosario de Lerma